# Ostnák lotosový
Ostnák lotosový (Irediparra gallinacea) je druh dlouhokřídlého ptáka z čeledi ostnákovití, který se jako jediný zástupce ostnáků vyskytuje v Australasii. Řadí se do monotypického rodu Irediparra.

## Systematika
Druh formálně popsal nizozemský přírodovědec Coenraad Jacob Temminck v roce 1828. Nerozeznávají se žádné poddruhy. Druhové jméno gallinacea pochází z latinského gallina („slepice“) a gallus („kohout“).

## Výskyt
Jedná se o jediného zástupce čeledi ostnákovitých, který se vyskytuje v Australasii. Areál rozšíření druhu zasahuje od severní Austrálie přes Novou Guineu po jihovýchodní Borneo, Sulawesi, Malé Sundy a Mindanao.

## Popis

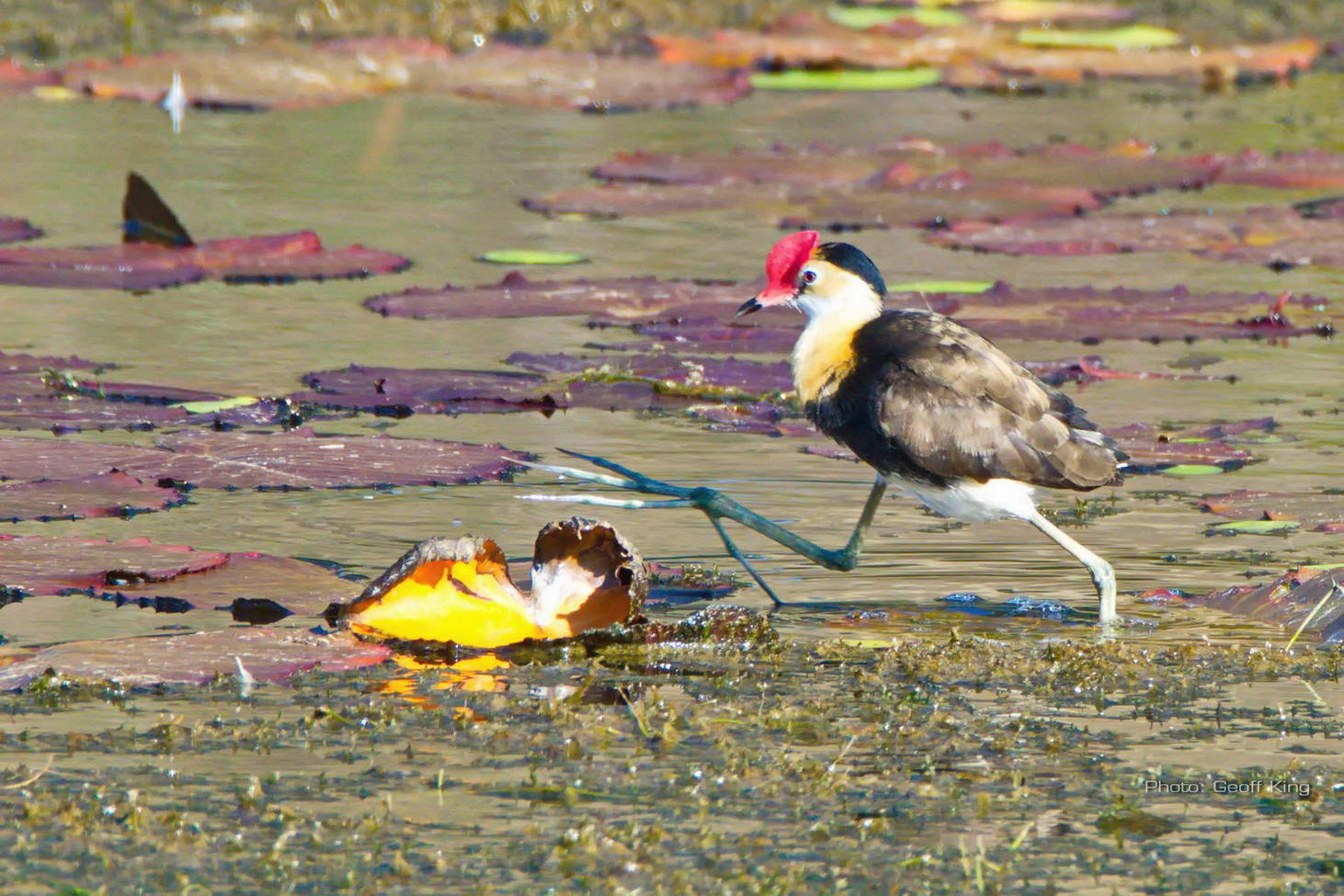
Ostnáko lotosový, za povšimnutí stojí extrémně dlouhé prsty

Korunka a šíje jsou černé, zatímco tváře, přední a postranní krk jsou zlatavě žluté, která na tvářích, hrdle a bradě přechází do bílé. Od oka k bázi spodního zobáku se táhne černý proužek. Horní čelist je leskle černá, ta spodní je olivově hnědá. Někde od té poloviny zobáku, která je blíže k tělu, vyrůstá nápadný velký růžový, červený či žlutý laločnatý hřebínek, který až převyšuje vrchol hlavy. Hruď, ocas a letky jsou černé, hřbet a svrchní krovky jsou olivově hnědé. Břicho je bílé. Oči jsou žluté, nohy olivově zelené. Nohy jsou dlouhé a prsty vzhledem k tělu dosahují až extrémní délky; zadní prst může měřit až 75 mm. Samec i samice si jsou velmi podobní, avšak samice je mnohem větší než samec. Zatímco samec dorůstá ke 20 cm, samice až k 27 cm.

## Biologie
Stanoviště ostnáka lotosového představují sladkovodní jezera a rybníky, občas stojaté vody řek jako jsou slepá ramena. Důležitá je pro ostnáka hlavně přítomnost vodních rostlin. Nelétá příliš často; let využívá hlavně k přeletu mezi vodními plochami či vegetací. Jedná se o stálý druh, který se převážně vyskytuje samostatně nebo v páru. Díky extrémně prodlouženému zadnímu prstů může ostnák rozložit svou váhu a pohybovat se po vodních rostlinách jako jsou lotosy. V případě zvětření nebezpečí zamrzne i na několik minut. Živí se převážně vodními rostlinami včetně semen a vodním hmyzem, které sbírá procházením vodní vegetací nebo z okrajů vodních ploch. Hlasově se projevuje pronikavým nervózně znějícím trylkem. V letu vydává cvrlikavý až švitořivý zvuk.

### Hnízdění
Jedná se o polyandrní druh. Samice zabírá a brání poměrně velká teritoria, na kterých různí samci staví hnízda. Samice poté naklade do několika z hnízd snůšku, kdy každá z nich čítá 2–4 vejce. Inkubaci i výchovu mláďat  zajišťuje samec. Ostnák má zvláštně uzpůsobené křídlo, které může složit dále od těla, čímž vznikne jakási vzduchová kapsa, ve které v případě nebezpečí může nosit svého potomka. Ptáčata se mohou schovat před predátory potopením pod list vodní rostliny, přičemž z vody vystrkují jen zobák s nosními dírkami pro zajištění dýchání.